# 14 Märtyrer von Laval

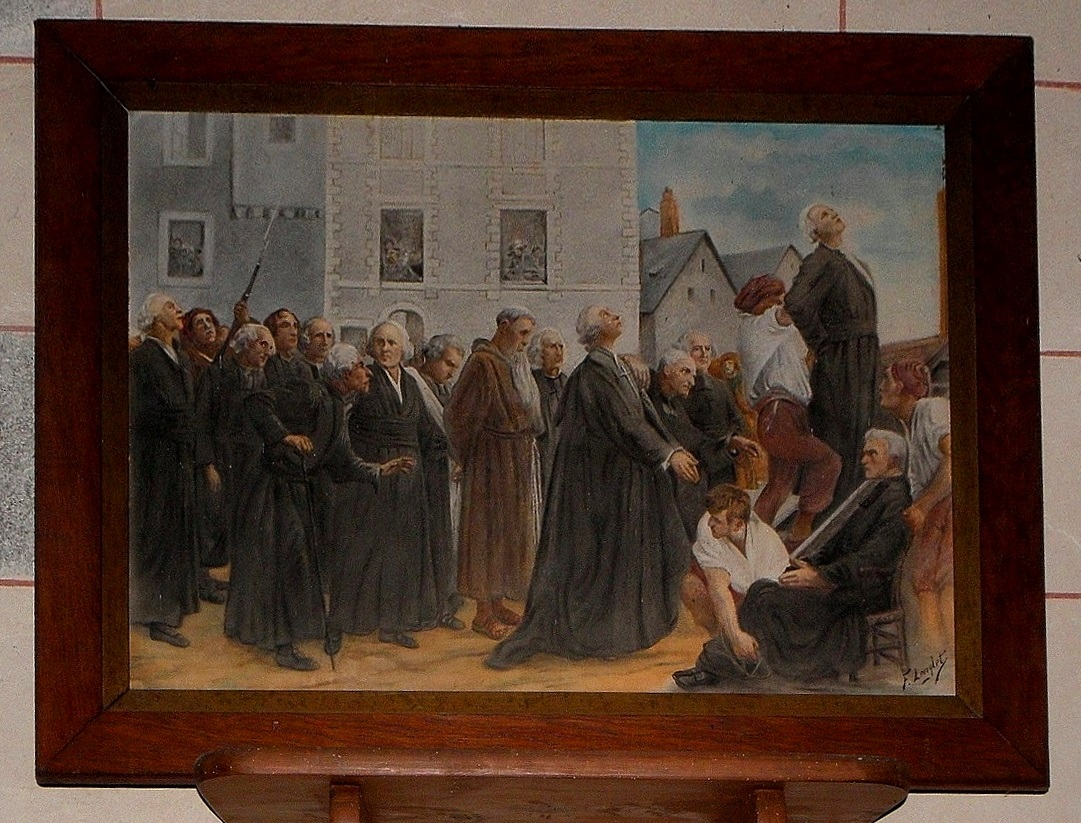
Gedenkbild in der Kirche Saint-Ouën in Saint-Ouën-des-Toits

Als 14 Märtyrer von Laval wird eine Gruppe von Priestern bezeichnet, die während der Französischen Revolution am 21. Januar 1794 in Laval, Département Mayenne, zum Tode verurteilt und mit der Guillotine enthauptet wurden.
Am 19. Juni 1955 sprach Papst Pius XII. die 14 Märtyrer von Laval selig.

## Französische Revolution
Einige der 14 Männer waren im hohen Alter, so dass sie 1793 von der Evakuierung Lavals vor Ort blieben. Sie waren im Kloster Patience in Laval geblieben, ohne durch die Anwesenheit von Aufständischen der Vendée einen Vorteil zu erlangen. Die meisten von ihnen waren aus Alters- bzw. Gesundheitsgründen nicht in der Lage, aus Laval fortgebracht zu werden, so waren fünf von ihnen über 70 Jahre alt, mehrere blind oder in anderer Weise körperlich beeinträchtigt.
Am Morgen des 21. Januar 1794 wurden sie vor das revolutionäre Militärtribunal des Départements Mayenne gebracht und von dem ehemaligen Priester Jean-Baptiste Volcler angeklagt und verurteilt. Die Wahl des Datums war kein Zufall, vielmehr stand dahinter die Absicht, an den Jahrestag des Todes von Ludwig XVI. zu erinnern. Ihre Körper wurden nach der Enthauptung auf einer Wiese am Croix Bataille außerhalb der Stadt verscharrt.

## Liste der Märtyrer
- René-Louis Ambroise, Priester an der Kathedrale von Laval, 73 Jahre alt;
- Jacques André, Priester in Rouessé-Vassé bei Laval, 50 Jahre alt;
- André Duliou, Priester in St-Fort bei Laval, 66 Jahre alt;
- Francis Duschesne, Kaplan an der Stiftskirche Saint-Michel in Laval, 58 Jahre alt;
- Jean-Marie Gallot, Kantor an der Kathedrale in Laval und Kaplan der Benediktinerinnen, 46 Jahre alt;
- Louis Gastineau, Kaplan in Port-Brillet bei Laval, 66 Jahre alt;
- François Migoret-Lamberdière, Priester in Rennes-en-Grenouilles bei Mayenne, 65 Jahre alt;
- Julien-François Morin de la Girardière, Priester in Saulges bei Laval, 58 Jahre alt;
- Joseph Pellé, Priester an der Kathedrale in Laval und Kaplan der Klarissen, 74 Jahre alt;
- Augustin-Emmanuel Philippot, Priester in La Bazouge-des-Alleux bei Laval, 77 Jahre alt;
- Natalis Pinot, Priester, 47 Jahre alt;
- Pierre Thomas, Kaplan der Augustiner in Château-Gontier bei Angers, 75 Jahre alt;
- Jean-Baptiste Triquerie, Franziskaner, Kaplan des Schwesternkonventes im Kloster Buron nahe Château-Gontier, 57 Jahre alt;
- Jean-Baptiste Turpin du Cormier, Pfarrer an der Kathedrale von Laval, 61 Jahre alt.

## Weitere Märtyrer
- Am 5. Februar 1794: Françoise Mezière, Religionslehrerin und Krankenwärterin;
- Am 13. und am 20. März 1794: Françoise Trehut und Jeanne Veron, Ordensschwestern der Charité Notre-Dame d’Evron;
- Am 25. Juni 1794: Marie Lhuilier, Ordensschwester der Augustinerinnen von der Barmherzigkeit, die ihr Leben der Krankenpflege gewidmet hatte;
- Am 17. Oktober 1794: Jacques Burin, Priester, Pfarrer von St-Martin de Connée.

## Weiterer Verlauf
Am 9. August 1816 wurden die Gebeine der 14 Märtyrer exhumiert und in die Basilika Notre-Dame im Stadtteil Avesnières von Laval überführt.
Die 14 Märtyrer von Laval und die fünf weiteren durch den Terreur in Laval Ermordeten wurden am 19. Juni 1955 von Papst Pius XII. seliggesprochen. An sie erinnert eine Gedenktafel in der Basilika Notre-Dame in Laval.